# Droga wojewódzka nr 380
Droga wojewódzka nr 380 (DW380) – dawna droga wojewódzka łącząca DK35 w Unisławiu Śląskim z DW381 w Głuszycy.
Droga na całej długości pozbawiona została kategorii drogi wojewódzkiej na mocy uchwały Sejmiku Województwa Dolnośląskiego z 12 września 2019 roku.
Aktualnie droga przebiega przez Wałbrzych od skrzyżowania z ul. 11-go listopada przez którą przebiega DW381 do skrzyżowania z drogą krajową 35 oraz z wschodnią obwodnicą Wałbrzycha.

## Miejscowości leżące przy trasie DW380
- Unisław Śląski (DK35)
- Rybnica Leśna
- Grzmiąca
- Głuszyca (DW381)